# Francis Cagigao
Francis Cagigao Souto (Paddington, Londres, Inglaterra, 11 de noviembre de 1969) es un ojeador, director deportivo/secretario técnico, entrenador y exjugador de fútbol inglés-español, y actualmente se desempeña como Director Global, encargado de reclutamiento y estrategia, del Galatasaray de Turquía.

## Trayectoria
Jugó en el Arsenal, donde ganó la FA Youth Cup en 1988 con Pat Rice, Barcelona B, Racing de Santander, Southend United Football Club, Racing de Ferrol y Yeclano Deportivo en la segunda división. Internacional sub-19/20 español, su carrera se vio truncada a los 29 años por una lesión. Dirigió al Club Lemos en las eliminatorias de la Segunda División B de España.
Es respetado en todo el mundo como el cazatalentos senior con más años de servicio en el Arsenal Football Club, con más de 23 años en el club y ha sido Jefe de Scouting Internacional durante varios años con experiencia y una red principalmente en Europa y América del Sur.
Cagigao trabajó bajo las órdenes de Arsène Wenger durante 21 años, seguido de Unai Emery y Mikel Arteta. Tiene estrechos vínculos con la Federación española de fútbol, donde se ha desempeñado como instructor en el curso de Director de Fútbol. 
Fue responsable de la participación directa en los fichajes de jugadores como Lauren, Cesc Fàbregas, Reyes, Santi Cazorla, Nacho Monreal, Mikel Arteta, Emiliano Martínez, Granit Xhaka, Alexis, Carlos Vela, Héctor Bellerín, Robin van Persie, Gabriel Martinelli, William Saliba y Kieran Tierney.
Salió del Club tras mutuo acuerdo en agosto de 2020.
En diciembre de 2020, fue anunciado como nuevo Director Deportivo de la Federación de Fútbol de Chile donde estuvo dos años.
En 2023 asume como Director Global del club de fútbol Galatasaray de Turquía.

## Clubes
| Club                  | País       | Año       |
| --------------------- | ---------- | --------- |
| Barcelona B           | España     | 1988-1989 |
| Racing de Santander   | España     | 1989-1991 |
| Southend United F. C. | Inglaterra | 1991-1993 |
| Racing de Ferrol      | España     | 1993-1994 |
| Yeclano Deportivo     | España     | 1994-1995 |
| Club Lemos            | España     | 1995-1999 |